# Omar Khayyam (filme)
Omar Khayyam (br.: As aventuras de Omar Khayyan), também conhecido em inglês pelos títulos The Life, Loves and Adventures of Omar Khayyam e The Loves of Omar Khayyam, é um filme estadunidense de 1957 dirigido por William Dieterle. O principal personagem dessa aventura no estilo das Mil e uma noites é Omar Khayyám, matemático, poeta, filósofo e astrônomo que viveu na antiga Pérsia (atual Irã). Foi o último filme cuja trilha sonora foi composta por Victor Young (1899-1956), que já era falecido quando do lançamento. Participação no elenco da cantora Yma Sumac.

## Elenco principal
- Cornel Wilde...Omar Khayyam
- Michael Rennie...Hasani Sabah
- Debra Paget...Sharain
- John Derek...Príncipe Malik
- Raymond Massey...Xá
- Yma Sumac...Karina
- Margaret Hayes...Rainha Zarada
- Joan Taylor...Yaffa, a escrava
- Sebastian Cabot...Nizam
- Perry Lopez...Príncipe Ahmud
- Edward Platt...Jayhan

## Sinopse
Na Pérsia do século XI, quando Omar Khayyam já possuia fama de homem brilhante, ele reencontra seu antigo amigo Sabah, governador da província de Gilan e guerreiro impiedoso. Os dois são indicados a ocuparem cargos na Corte por um terceiro amigo (Nizam ou ministro) e o Xá os aceita: Omar se torna conselheiro encarregado de desenvolver um novo calendário e criar estratégias militares; Sabah fica sendo o Guarda do Tesouro. Omar está enamorado da bela Sharain, mas seu romance sofre um abalo quando o Xá a chama para ser uma de suas esposas. Mesmo desgostoso, Omar continua leal ao Xá e ao seu filho, príncipe Malik, e os ajudará a enfrentar várias ameaças e traições, como a guerra contra os bizantinos (que tentaram uma invasão pelo Mar Cáspio) e a rebelião do príncipe Ahmud que se alia a uma poderosa seita de assassinos liderada por um mestre misterioso.